# Feuerwehr Wismar
Die Feuerwehr Wismar besteht aus einer Berufs- und zwei Freiwilligen Feuerwehren. Sie ist organisatorisch Teil des Brandschutzamtes der Hansestadt Wismar. Zudem bestehen in Wismar einige Werk- und Betriebsfeuerwehren.

## Berufsfeuerwehr
Die Berufsfeuerwehr stellt im 24-Stunden-Betrieb einen Löschzug bereit, der aus einem Hilfeleistungslöschgruppenfahrzeug 10-A, einer Drehleiter mit Korb 23-12 und einem Einsatzleitwagen besteht. Des Weiteren gehört ein Wechselladerfahrzeug dazu, dieses wird jedoch in der Regel nur bei Großschadenslagen hinzugezogen. Der Einsatzleitdienst (ELD, entspricht dem B-Dienst) wird von einem Beamten der Laufbahngruppe (LG) 2.1 (ehem. gehobener Dienst) und die restlichen Funktionen von Beamten der Laufbahngruppe 1.2 (ehem. mittlerer Dienst) wahrgenommen. Die Schichtstärke liegt bei 1/6 Einsatzkräften pro Dienstschicht (1 Beamter LG 2.1 und 6 Beamte LG 1.2). Insgesamt sind rund 50 Beamte bei der Berufsfeuerwehr und dem Brandschutzamt tätig.
Die Mitarbeiter des Brandschutzamtes sind in folgenden Sachgebieten tätig:
- Abwehrender Brandschutz und
- Vorbeugender Brandschutz

Neben der Gefahrenabwehr sind die Beamten auch für die Aus- und Fortbildung sowie für die Verwaltung der Freiwilligen Feuerwehr zuständig.
Die Berufsfeuerwehr hat im Rahmen der gemeinsamen Beschaffung einer Drehleiter mit Korb einen Kooperationsvertrag mit dem Amt Neuburg und der amtsfreien Gemeinde Poel, sodass im Einsatzfall die Drehleiter der Berufsfeuerwehr automatisch mit ausrückt. Zum Kooperationsvertrag gehört auch die gemeinsame Ausbildung aller Wehren in dem Amtsgebiet an der Drehleiter.

### Leiter der Feuerwehr
Der Leiter der Feuerwehr ist seit dem 1. Oktober 2023 Paul Wehry, der Ronny Bieschke ablöste. Der Führungswechsel hat mit dem neu Strukturierung der Feuerwehr in Wismar zu tun. Bis zum 30. September 2023, war die Feuerwehr ein Teil des Ordnungsamtes (Dezernat II), so das Bieschke nur Abteilungsleiter war, seit dem 1. Oktober 2023 ist die Feuerwehr Wismar, dem neugegründeten Brandschutzamt untergeordnet.
Ronny Bieschke hat in seiner Laufbahn als Abteilungsleiter der Feuerwehr Wismar im Jahr 2019 für Aufsehen gesorgt, aufgrund eines fehlenden Lehrgangs (höherer feuerwehrtechnischer Dienst) musste er im September 2019 die Position als Leiter der Feuerwehr abgeben. Bieschke kann diesen Lehrgang auch nicht nachholen, da in der Laufbahnverordnung Feuerwehr M-V ein Bachelor-Studium zwingend Voraussetzung für den Aufstieg ist.
Die Hansestadt konnte jedoch im Nachgang – und auf Grund fehlender Bewerber – eine Sondergenehmigung erwirken, sodass Bieschke ab dem 1. April 2020 als Stadtbrandoberamtsrat und gleichzeitig Leiter der Feuerwehr Wismar eingesetzt wieder wurde. Durch diese Sondergenehmigung wurde die Stelle im höheren feuerwehrtechnischen Dienst wieder aufgelöst.

### Fuhrpark
Fuhrpark der Berufsfeuerwehr (Stand 09/2024):

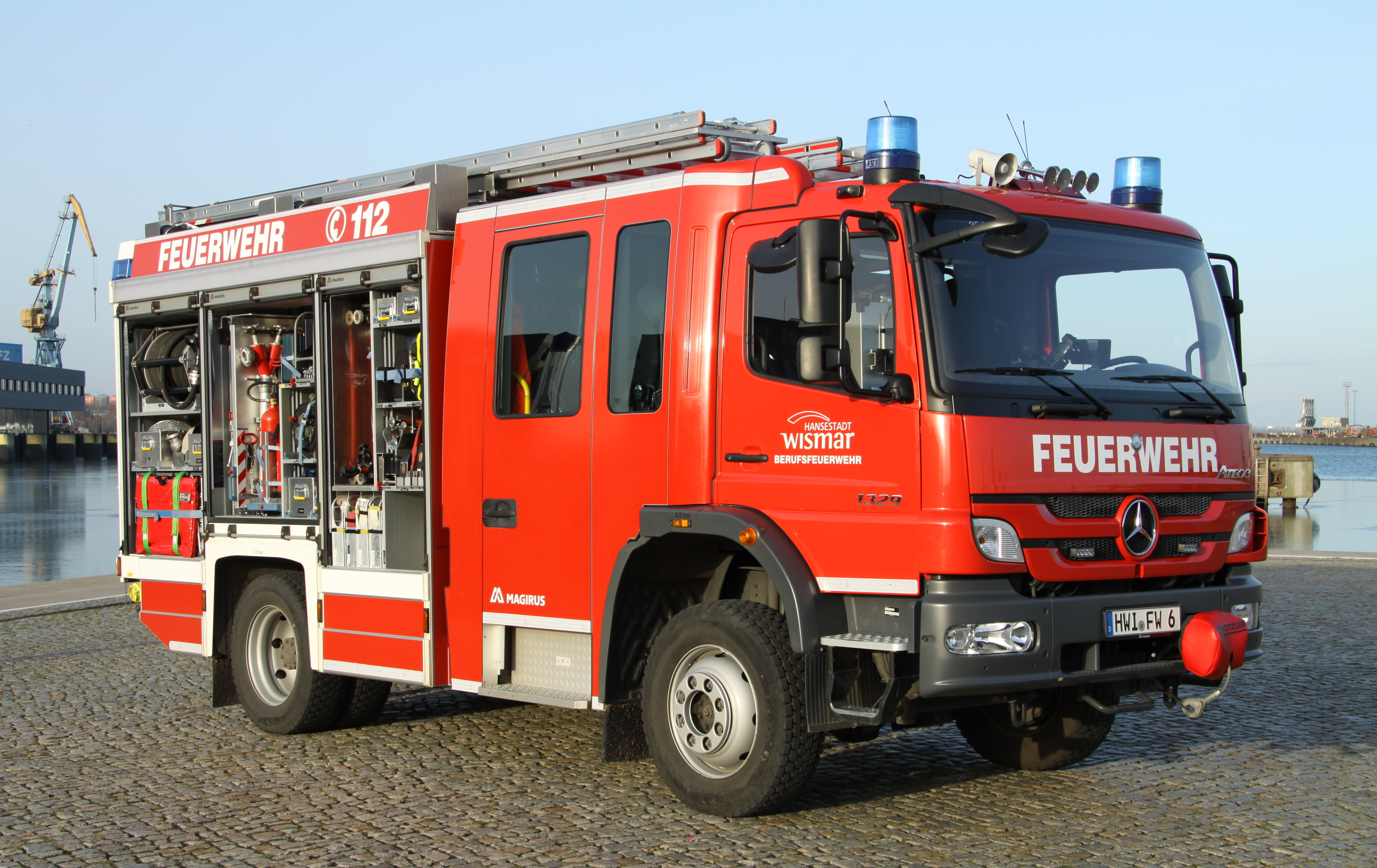
HLF10-A der Berufsfeuerwehr Wismar

- 3521-05-01 – Pkw/Kommandowagen Führung [Bj. 2016]
- 3521-05-02 – Pkw Sonstiges [Bj. 2007]
- 3521-11-01 – Einsatzleitwagen 1 des Einsatzleitdienst (Kurz: ELD) [Bj. 2009]
- 3521-12-01 – Einsatzleitwagen 2 des Katastrophenschutz [Bj. 1997 – Binz]
- 3521-19-01 – Mannschaftstransportfahrzeug (8 Sitzplätze)
- 3521-33-01 – Drehleiter mit Korb 23-12 (mit Gelenk) [Bj. 2023 – Magirus]
- 3521-43-01 – Hilfeleistungslöschfahrzeug 10-A [Bj. 2016 – Magirus]
- 3521-51-01 – Rüstwagen 1 [Bj. 2002 – Empel]
- 3521-59-01 – Gerätewagen-Tierrettung (mit Sonderbeladung, unter anderem Wassersauger) [Bj. 2018]
- 3521-65-01 – Wechselladerfahrzeug 26 [Bj. 2023 – Parkentin]
- 3521-74-01 – Gerätewagen-Nachschub (Logistik + Ladekran) [Bj. 1996 – Parkentin]
- 3521-79-01 – Mehrzweckboot (Am Hafen Stationiert)
- 3521-88-01 – Rettungsboot 1 (RTB 1)

Abrollbehälter:
- 1 Abrollbehälter Atemschutz
- 1 Abrollbehälter Schlauch
- 3 Abrollbehälter Mulde
- 1 Abrollbehälter Ölabwehr 1 (Ölskimmer und Materialien zum Betrieb)
- 1 Abrollbehälter Ölabwehr 2 (Ölsperren)

Anderes:
- 1 Feuerwehranhänger Schaummittel
- 1 Feuerwehranhänger CO2
- 1 Feuerwehranhänger Feldkochherd
- 2 Feuerwehranhänger Strom
- 1 Feuerwehranhänger Plane
- 1 Feuerwehranhänger Kasten (zukünftig Umbau zum FwA – Einsatzstellenhygiene)

Verschiedene Anhänger und Fahrzeuge werden auch von der FF genutzt.
Es werden noch verschiedene alte Fahrzeuge der Feuerwehr Wismar im Stadtgebiet vorgehalten (z. B. LF 8/10, ehemals FF Altstadt).

## Freiwillige Feuerwehr

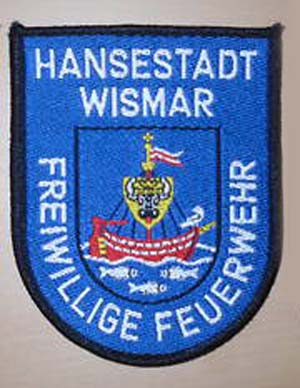
Ärmelabzeichen der FF Wismar

Die Freiwillige Feuerwehr Wismar wurde am 23. April 1859 gegründet. Sie ist damit die älteste Feuerwehr in Mecklenburg-Vorpommern. Bis zum Jahr 1997 verfügte die Stadt Wismar auf ihrem Gebiet ausschließlich über eine Freiwillige Feuerwehr, mit zwei Löschzügen. Der Löschzug Altstadt war in einem Feuerwehrhaus in der Gerberstraße untergebracht und der Löschzug Friedenshof war in dem 1996 erbauten Feuerwehrhaus im Stadtteil Friedenshof.

### Freiwillige Feuerwehr Wismar Altstadt
Die Freiwillige Feuerwehr Wismar Altstadt ging aus der ursprünglichen Freiwilligen Feuerwehr der Stadt Wismar hervor. In den Jahren 1869 bis 1997 war sie in der Gerberstraße untergebracht. Dieser Standort musste aber aufgrund von Einsturzgefahr aufgegeben werden. Erst im April 2017 konnte ein neues Feuerwehrhaus an die Freiwillige Feuerwehr Wismar Altstadt übergeben werden. Das neue Feuerwehrhaus befindet sich am Kagenmarkt. In der Zeit von 1997 bis April 2017 waren die Fahrzeuge der Freiwilligen Feuerwehr unter anderem mit im Standort der Berufsfeuerwehr untergebracht.

#### Fuhrpark
- 3531-72-01 – Vorausfahrzeug (Das Vorausfahrzeug (kurz: VRF oder auch VR) der Freiwilligen Feuerwehr dient zur Sicherstellung des Sicherheitstrupps nach FwDV 7 für die Kräfte der Berufsfeuerwehr und wird nicht eigenständig im Einsatz eingesetzt.)[6] [Bj. 2013]

- 3531-11-01 – Einsatzleitwagen 1 [Bj. 2016]
- 3531-43-01 – Hilfeleistungslöschgruppenfahrzeug 10 (HLF 10-A) [Bj. 2016 – Magirus]
- 3531-44-01 – Löschgruppenfahrzeug 20 [Bj. 2024 – Ziegler]
- 3531-45-01 – Löschgruppenfahrzeug 20 für den Katastrophenschutz (LF 20 KatS) [Bj. 2018 – Magirus]
- 3531-65-01 – Wechselladerfahrzeug 18 [2002 – Hüffermann]
- 3531-93-01 – Gerätewagen Dekontamination Personal mit Dekontaminationsanhänger (Katastrophenschutz) [Bj. 2015 – Freytag]
- 3531-88-01 – Rettungsboot 1 (RTB 1)
- Abrollbehälter Gefahrgut
- ohne Kennung – Schlauchtransportanhänger (FwA Schlauch)
- Sponsoren-Fahrzeug VW Caddy (auch genutzt als MTF)

Das HLF 10-A der Freiwilligen Feuerwehr Altstadt ist baugleich mit dem der Berufsfeuerwehr und kann bei Bedarf kurzfristig getauscht werden, zum Beispiel wenn ein Defekt vorliegt.

### Freiwillige Feuerwehr Wismar Friedenshof
Durch Veränderungen im Feuerwehrwesen und dem Wachstum der Stadt Wismar, wurde es 1996/1997 nötig die Freiwillige Feuerwehr der Stadt neu zu organisieren. So entstand am Friedenshof ein neues Feuerwehrhaus, welches am 19. Mai 1996 an die Freiwillige Feuerwehr Wismar übergeben wurde. Es wurde dort ein Löschzug aufgebaut. Dieser Löschzug wurde am 22. Februar 1997 aus der Freiwilligen Feuerwehr Wismar herausgelöst. Der Löschzug wurde zu einer eigenständigen Freiwilligen Feuerwehr im Stadtgebiet von Wismar.
Das Feuerwehrhaus wurde im Jahr 2001 um einen Sozialtrakt erweitert und 2004 wurde ein weiterer Stellplatz für die Drehleiter geschaffen.

#### Fuhrpark
- 3532-72-01 – Vorausfahrzeug (Das Vorausfahrzeug (kurz: VRF oder auch VR) der Freiwilligen Feuerwehr dient zur Sicherstellung des Sicherheitstrupps nach FwDV 7 für die Kräfte der Berufsfeuerwehr und wird nicht eigenständig im Einsatz eingesetzt.)[8] [Bj. 2013]
- 3532-11-01 – Einsatzleitwagen 1 [Bj. 2016]
- 3532-23-01 – Tanklöschfahrzeug 3000 (Staffel) [Bj. 2017 – Rosenbauer]
- 3532-33-01 – Drehleiter mit Korb 23-12 (mit Gelenk) [Bj. 2015 – Metz / Rosenbauer]
- 3532-42-01 – Löschgruppenfahrzeug 8/10 [Bj. 1998 – Schlingmann]
- 3532-45-01 – Löschgruppenfahrzeug 20 für den Katastrophenschutz (LF 20 KatS in Bundausführung) [Bj. 2024 – Rosenbauer]
- 3532-88-01 – Rettungsboot 1

## Werk- und Betriebsfeuerwehren
Die Hansestadt verfügt über eine Werkfeuerwehr für die ThyssenKrupp Marine Systems, betrieben durch Kötter Fire & Service GmbH und eine Betriebsfeuerwehr der Ilim Nordic Timber GmbH (kurz: Betriebsfeuerwehr Ilim Timber Wismar), betrieben in Eigenregie.

### Werkfeuerwehr ThyssenKrupp Marine Systems Standort Wismar
Die ThyssenKrupp Marine Systems ist ein Schiffbau Unternehmen vor allem mit dem Fokus auf U-Boote und Kriegsschiffe.
Gegründet wurde die Werkfeuerwehr im Jahr 1947 als „Schiffsfeuerwehr“. Zu deren Fuhrpark unter anderem ein Teleskopmastbühne 60 (kurz: TMB) gehört.

#### Fuhrpark
- Florian Kötter 3536-10-01 – Kommandowagen [Bj. 2018]
- Florian Kötter 3536-19-01 – Mannschaftstransportfahrzeug/Mehrzweckfahrzeug [Bj. 2018]
- Florian Kötter 3536-42-01 – StLF 10/6 [Bj. 2000 – Thoma]
- Florian Kötter 3536-43-01 – Hilfeleistungslöschgruppenfahrzeug 20 [Bj. 2018 – Rosenbauer]
- Florian Kötter 3536-36-01 – TMF 60 [Bj. 2019 – Rosenbauer]
- Florian Kötter 3536-74-01 – Gerätewagen-Logistik 2 (kurz: GW-L2) [Bj. 2019 – Hensel]
- Florian Kötter 3536-86-01 – Hilfs-KTW
- Florian Kötter 3536-79-01 – Mehrzweckboot

Anderes:
- Diverse Rollcontainer für den GW-L2, unter anderem Gefahrgut, Atemschutz und Ölsperre
- Mobiler Großventilator als Rollcontainer (kurz: MGV)
- Hytrans Fire System auf Anhänger (kurz: HFS)
- CO2-Löschanhänger (kurz: CO2 120 HA)
- Schaumbildneranhänger (kurz: SBA)

### Betriebsfeuerwehr Ilim Nordic Timber GmbH Standort Wismar
Ilim Timber ist ein holzverarbeitender Betrieb, der unter anderem Kantholz und andere Schnittholzprodukte herstellt.
Gegründet wurde die Betriebsfeuerwehr am 3. März 2000.

#### Fuhrpark
- Florian Ilim Timber 3537-46-01 – Löschgruppenfahrzeug 24